# Зимнича
Зимнича (рум. Zimnicea), Зимница — город, ранее село, в Румынии.
По данным переписи 2002 года население Зимнича составляет 15 672 человека. В Зимниче, в гетском погребении была найдена Эллинская амфора.

## География
Город расположен на реке Дунай вблизи от Свиштова и в 40 километрах от Александрии. Центр находится в двух километрах от берега. Зимнича — самый южный город Румынии.

## История
Железную дорогу Фратешти — Зимница строили железнодорожные войска Русской армии.
15 июня 1877 года в районе Зимницы Русская армия осуществила переправу через Дунай в рамках русско-турецкой войны 1877 года. Это место недалеко от села было признано наиболее подходящим для переправы, так как оно отстояло на 40 — 50 вёрст от ближайших турецких крепостей (Никополь, Рущук) и представляло удобства для спуска понтонов и наводки моста.

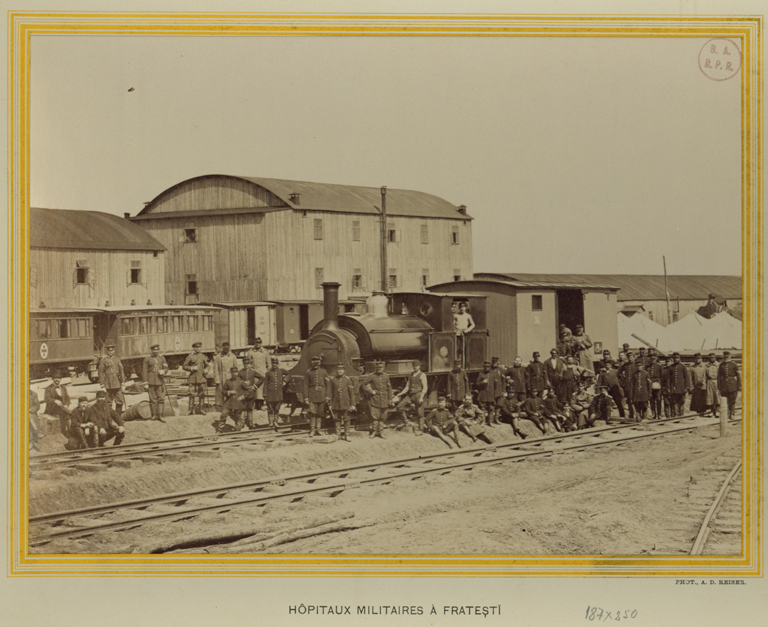
Строительство железной дороги Фратешти — Зимница, жел. дор. войсками Русской армии.
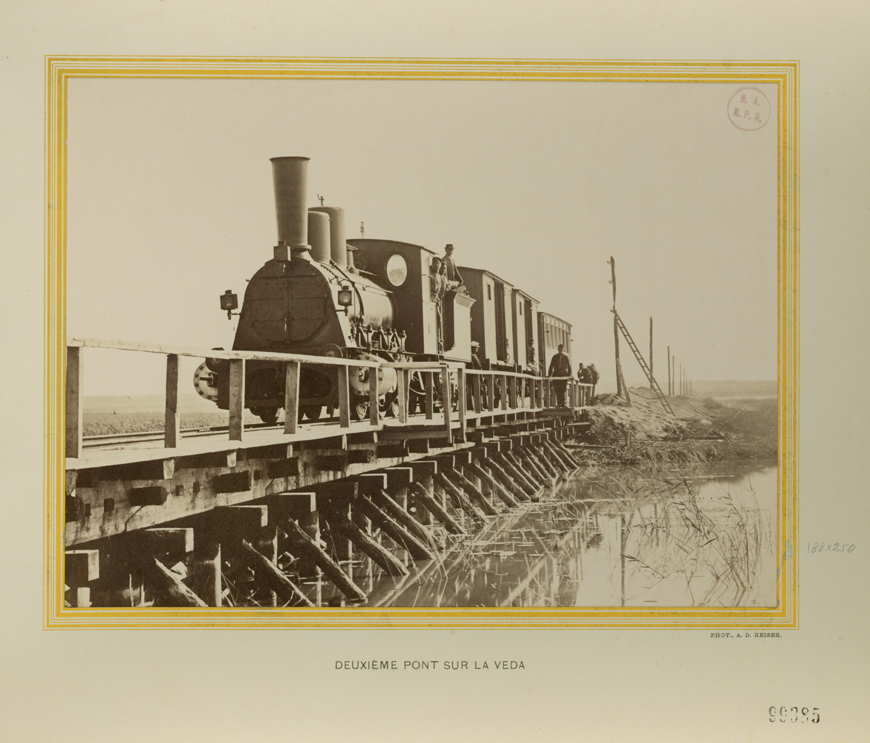
Строительство железной дороги Фратешти — Зимница, ЖДВ Русской армии.
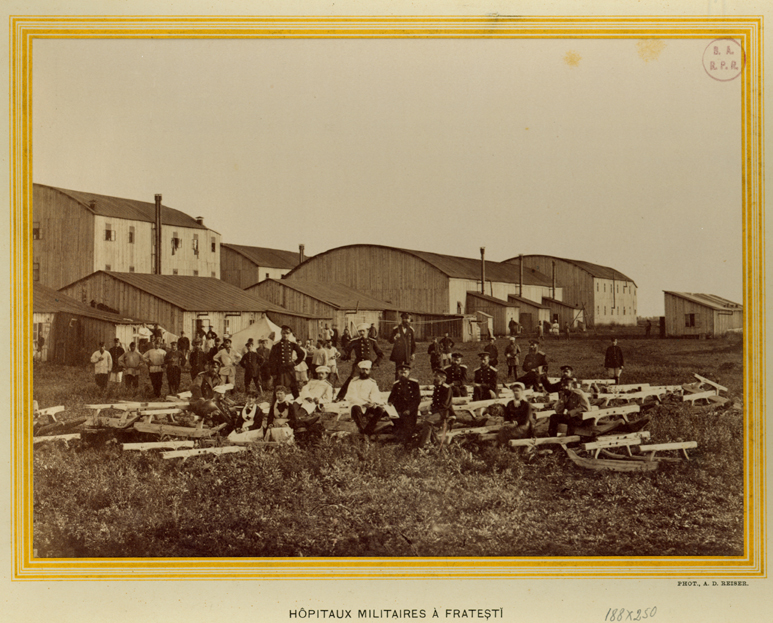
Строительство железной дороги Фратешти — Зимница, ЖДВ Русской армии.

## Известные уроженцы, жители
Мирон Раду Параскивеску (1911, Зимнича — 1971, Бухарест) — румынский поэт, очеркист, журналист и переводчик

## Экономика
Зимнича промышленно развитый город. Имеются производство мебели, бетонных конструкций, текстиля и животноводство.
В 2009 году начато строительство завода биотоплива.

## Города-побратимы
Города-побратимы:
- Свиштов, Болгария
- Никополь, Украина

## Транспорт
Действует 24-часовой паром через Дунай между Зимничей и Свиштовом для грузовых автомобилей, грузовиков, автомобилей и пассажиров.